# Pont de fusta
El Pont de Fusta (en español ‘puente de madera’) era una pasarela para viandantes de la ciudad de Valencia que cruzaba el antiguo cauce del Río Turia hasta la inundación del año 1957. Se encontraba en paralelo entre dos de los puentes más emblemáticos de la ciudad: el puente de los Serranos al oeste y el puente de la Trinidad al este. Actualmente ha sido sustituida por un puente para vehículos.
Conecta al norte con el distrito de la Saïdia, concretamente los barrios del Morvedre y de Trinidad, y al sur con el distrito de la Ciutat Vella, con los barrios de El Carmen y de La Seu. En el margen izquierdo del antiguo cauce enlaza las calles Cronista Rivelles, de la Trinidad y de Santa Amalia con las calles del Conde de Trénor y del Muro de Santa Ana al margen derecho.

## Historia

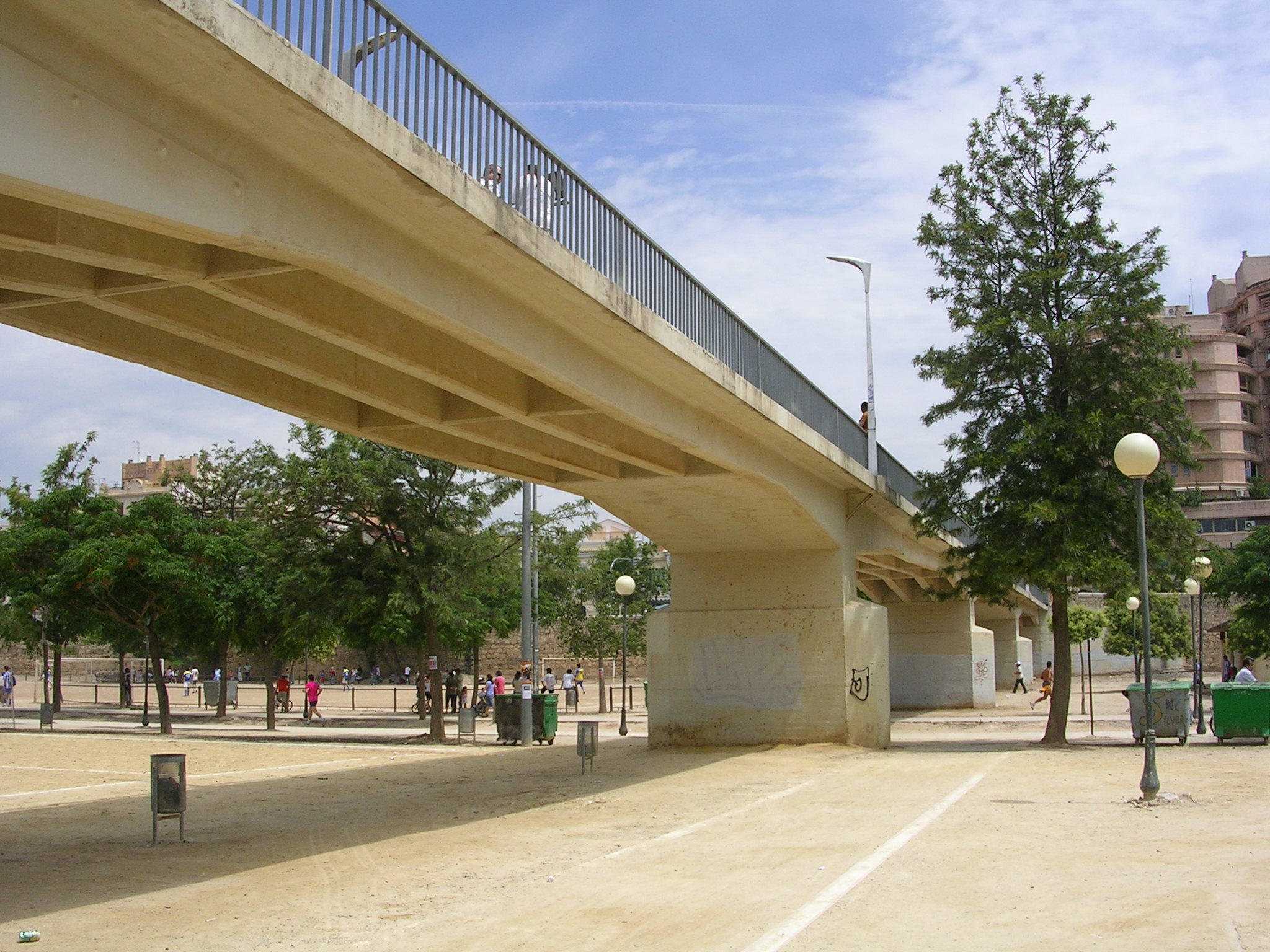
El puente entre 1957 y 2010.

La pasarela original estaba construida en madera en la misma ubicación que hoy, y por ello tomó el nombre en valenciano de pont de Fusta (‘puente de madera’). El motivo de su construcción fue comunicar l'Estacioneta del Trenet (Estación de Pont de Fusta), construida el 1892, y que prestaba servicio a las líneas hacia el Cabañal, Rafelbuñol, Bétera y Liria con el centro de la ciudad, concretamente con el eje vial que a través de la calle del Muro de Santa Ana, llegaba hasta la plaza de la Virgen.
El puente resultó destruido a causa de la gran riada de 1957 que asoló Valencia (y que conllevó la desviación del río Turia mediante el Plan Sur). La pasarela fue reconstruida con una forma esbelta y estrecha de color blanco en hormigón y hierro, pero mantuvo el mismo nombre de Pont de Fusta.

## Actualidad
Después de varios años donde se reclamaba que los puentes del Serrano y de la Trinidad dejarán de soportar tráfico rodado para que pasasen a ser puentes destinados a peatones debido a su antigüedad y carácter histórico, el Ayuntamiento de Valencia propuso como alternativa la construcción de un Nou Pont de Fusta para el tránsito de vehículos y la pasarela histórica para los peatones.
Con esta decisión se sustituyó la pasarela del Nou Pont de Fusta construido entre los años 2010 y 2012 con dos partes separadas: al este el puente de asfalto con tres carriles para el tránsito rodado de vehículos (abierto al tráfico el 19 de febrero de 2012), y al oeste una pasarela para los peatones decorada con motivos de madera que continuará haciendo la misma función que el pont de Fusta tradicional. El puente fue construido por la empresa Incofusta.
El sentido de tránsito norte-sur  por el nou pont sustituye el del puente de los Serranos del siglo XVI, pudiendo así liberar del tráfico y reconvertir el puente histórico al servicio de los peatones. Por otro lado, el puente de la Trinidad de principios del siglo XV continuará siendo para el tránsito rodado en sentido sur-norte pero pasando de tres a dos carriles, ampliando así los márgenes destinados a los peatones.

## Elementos importantes

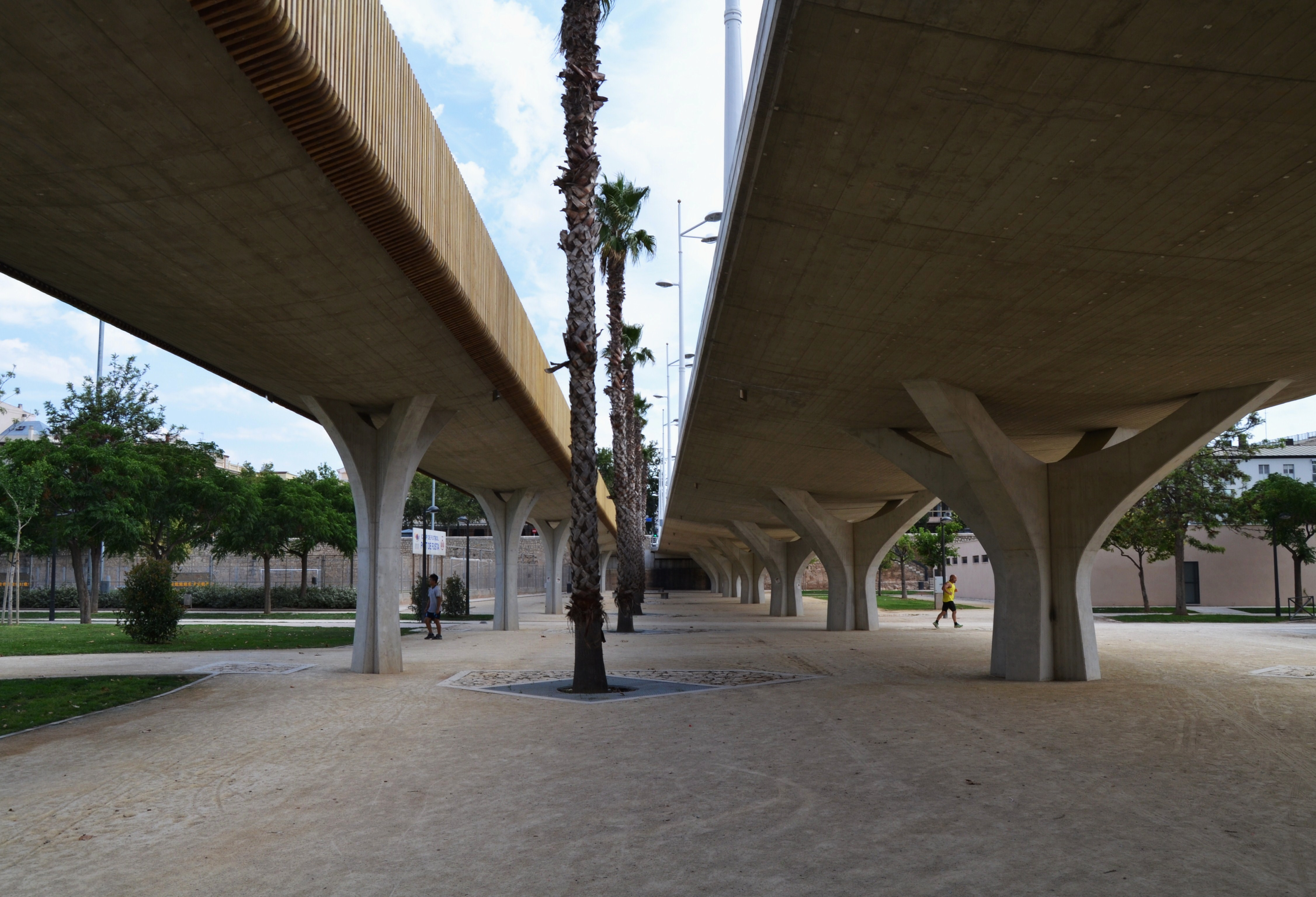
El puente desde 2012.

Recorre la distancia entre dos puntos emblemáticos de la ciudad. Al norte se encuentra el antiguo edificio de la estación del Tren, de 1892 conocida como "Estación del Puente de Madera", "L'Estacioneta" o "Estación de Santa Mónica" (por su proximidad a la iglesia de Santa Mónica). Este edificio en la actualidad sirve de base para Policía de la Generalitat Valenciana y se encuentra a pocos metros al sur de la actual estación de Pont de Fusta de la línea 4 del tranvía de MetroValencia.
La parte sur del puente se encuentra a pocos metros de las Torres de Serranos, antigua puerta de entrada a la ciudad a través de las murallas medievales, y justo delante del puente se encuentra la calle del Muro de Santa Ana con el colegio de 1891[6] del Sagrado Corazón de Jesús de las hermanas Carmelitas y la popular tienda de "La Casa de los Dulces", anteriormente conocida como "La Casa de los Caramelos".
Bajo el puente en el Jardín del Túria se encuentran dos campos de fútbol rehabilitados recientemente con césped artificial llamados: Campo de fútbol Serranos y Campo de fútbol Pont de Fusta.

## Transporte
Al norte del puente se encuentra muy próxima la nueva estación de Pont de Fusta de la línea 4 del tranvía de MetroValencia, mientras que las líneas de autobuses de la EMT de Valencia que dan servicio en la parte norte del puente son: 28, 29, 79, 94 y 95 (parada Cronista Rivelles-Santa Amalia), y también a pocos metros hacia el oeste nos encontramos las líneas: 6, 16, 26 y 36 (parada Cronista Rivelles-Sta.Mònica).
En la parte sur del puente se encuentran las líneas de autobuses de la EMT de Valencia: C1, 6, 11, 16, 26, 36, 80 y N10 (parada Conde de Trénor-Pont de Fusta), y pocos metros hacia el oeste junto las torres del Serrano se encuentran las líneas: 11, 28, 94 y 95 (parada Torres del Serrano-Conde de Trénor).
En el futuro está proyectado que la línea 10 del tranvía de MetroValencia pase bajo el Jardín del Túria y conecte el norte de la ciudad con el centro histórico y el sureste de la ciudad hasta el barrio de Nazaret. En las proximidades del puente habrá una estación subterránea llamada "Museus" o "Serrans" y que tendrá acceso a la superficie por la calle Almazora, sustituyendo así la actual estación del Pont de Fusta.